# 埃及第二十七王朝
埃及第二十七王朝，又称第一次阿契美尼德时期、第一次埃及总督时期，是古埃及晚期的一个历史时期，自前525年至前402年为止。这一时期古埃及，为波斯阿契美尼德王朝的埃及行省。

## 历史
前525年，埃及第二十六王朝的末代法老普萨美提克三世在培琉喜阿姆战役中被波斯阿契美尼德王朝的军队击败，古埃及被波斯吞并。波斯国王冈比西斯二世接受了埃及法老的称号，成为埃及的统治者。波斯人把古埃及连同塞浦路斯和腓尼基一起，设置埃及行省，派遣总督进行管辖。
此后，古埃及短暂获得独立，出现了第二十八、第二十九、第三十三个本土王朝。后来在前343年再度被波斯征服，进入第三十一王朝。

## 历史文献
- 希罗多德《历史》
- 克特西亚斯《波斯史》
- 修昔底德《伯罗奔尼撒战争史》
- 狄奥多罗斯《历史丛书》
- 曼涅托《埃及史》
- 弗拉维奥·约瑟夫斯《犹太古史》
- 伊里芬丁蒲紙卷